# Municipio de Freeman (Iowa)
El municipio de Freeman (en inglés: Freeman Township) es un municipio ubicado en el condado de Clay en el estado estadounidense de Iowa. En el año 2010 tenía una población de 400 habitantes y una densidad poblacional de 4,33 personas por km².

## Geografía
El municipio de Freeman se encuentra ubicado en las coordenadas 43°7′16″N 94°58′55″O / 43.12111, -94.98194. Según la Oficina del Censo de los Estados Unidos, el municipio tiene una superficie total de 92.33 km², de la cual 91,16 km² corresponden a tierra firme y (1,26 %) 1,17 km² es agua.

## Demografía
Según el censo de 2010, había 400 personas residiendo en el municipio de Freeman. La densidad de población era de 4,33 hab./km². De los 400 habitantes, el municipio de Freeman estaba compuesto por el 97,75 % blancos, el 0,25 % eran afroamericanos, el 0,25 % eran amerindios, el 1 % eran asiáticos, el 0,5 % eran de otras razas y el 0,25 % eran de una mezcla de razas. Del total de la población el 0,5 % eran hispanos o latinos de cualquier raza.